# イオナ島
イオナ島 (イオナとう、ロシア語: Остров Ионы、イオニ島、イオニー島、イオーナ島)、旧称聖イオナ島は、オホーツク海に浮かぶ小島である。

## 地理
イオナ島は、樺太北端のエリザベス岬から北へ250km、ロシア本土のエンカ岬(Мыс Энкан)から南東へ230kmのオホーツク海上に位置し、同海で唯一の孤島である。オホーツク海の他の島嶼はすべて、沿海部に位置するか千島列島に属する。島は長さが約1,600m、幅が約850mで、高さが約300mの断崖に囲まれ、おおよそ円錐形の外観を呈する。
行政上は、ロシア連邦のハバロフスク地方に属する。
島には自動気象観測所(AWS)が設置されており、年1回バッテリー交換の要員が島を訪れる。また、島には1970年代に建てられた建造者不詳の空家が1軒ある。

## 歴史
1849年には、捕鯨船が到達していた。1852年～1866年の間、島はホッキョククジラを獲りに訪れる捕鯨船の給水基地として利用された。1855年初頭、米国フェアヘイブンのパシフィック号のモーゼス・スネル（Moses Snell）船長 は、45隻もの僚船がマストヘッドから見えたと報告している。捕鯨船団は通常5月下旬～6月上旬までに島の周辺に到着し 、同海域で数週間操業したのち、流氷が後退するにつれ南や西へ移動した。中には島に上陸し、岩がちな海岸に生息する海鳥や鰭脚類を狩猟するものもあった 。
1855年6月の第1週、米国コールドスプリングのエドガー号が同島で難破した。船員は全員助かった。周囲の船は、難破船が1,600バレル以上積んでいたとされる油の回収を図って小舟を差し向けたり、沖を漂う難破船の浮き荷を見つけ次第拾い上げるなどした。

## 自然
島と周辺海域の80,000haは天然保護区域に指定されている。遠洋の孤島である同島は、鳥類の一大コロニーであると同時に、岩場がトドの繁殖地となっている。

## 文化
2005年、ロシア語作家アナトリー・キムは、著書"метароман""Остров Ионы"の中で、真の自由と不滅を追い求めてイオナ島を目指す人々を描いた。